# Рич, Пенелопа
Леди Пенелопа Рич, во втором браке Пенелопа Блаунт, графиня Девоншир, урождённая Деверё (англ. Penelope Rich, Lady Rich; Penelope Blount, Countess of Devonshire; Penelope Devereux январь 1563 — 7 июля 1607) — английская аристократка, сестра Роберта Деверё, 2-го графа Эссекса. Считается прототипом Стеллы, героини цикла сонетов Филипа Сидни «Астрофил и Стелла».

## Ранние годы
Пенелопа Деверё родилась в Стаффордшире в семье Уолтера Деверё, 2-го виконта Херефорда, и Летиции Ноллис. По линии матери приходилась правнучкой Марии Болейн.
В 1572 году её отец получил титул графа Эссекса. Пенелопа была ребёнком, когда в 1575 году их семье нанесла визит королева Елизавета I. Среди свиты королевы был её дальний родственник Филип Сидни, позднее было заключено соглашение о возможном браке Сидни и Пенелопы.

## Первый брак
В 1576 году после смерти отца её брат унаследовал титул графа Эссекса. В 1578 году их мать Летиция Ноллис вышла замуж за фаворита королевы Роберта Дадли. Брак матери поставил под сомнение перспективу брака Пенелопы с Филипом Сидни, поскольку он приходился племянником Роберту Дадли и возможным наследником (у Дадли не было детей от первого брака).
Сестра Роберта Дадли, графиня Хантингтон, стала покровительницей Пенелопы в высшем обществе и, в конечном итоге, устроила её брак с Робертом Ричем, 3-м бароном Рич (позднее граф Уорик). В этом браке у Пенелопы родилось семеро детей.
При дворе королевы Елизаветы I Пенелопа считалась одной из самых красивых дам, она вдохновила многих литераторов, ей посвящали стихи, сонеты и даже целые книги.

## Второй брак
Пенелопа не была счастлива в браке и в 1595 году завела любовника, Чарльза Блаунта. Роберт Рич не смел выражать своё недовольство этим союзом в то время, когда её брат граф Эссекс был фаворитом королевы. Но после казни графа Эссекса в 1601 году Роберт Рич немедленно её выгнал. К этому времени у Пенелопы и её любовника уже было трое общих детей. Леди Рич переехала к Чарльзу Блаунту, и они открыто стали жить вместе.
По восшествии на престол короля Якова I пара была в большой милости при дворе. Пенелопа стала фрейлиной у королевы Анны Датской.
В 1605 году Роберт Рич подал на развод, на процессе Пенелопа призналась в супружеской измене. Развод был предоставлен, но в просьбе о втором браке и возможности узаконить детей было отказано. В результате Пенелопа и Чарльз сочетались браком в частной церемонии, их обвенчал Уильям Лод, будущий архиепископ Кентерберийский. Брак был заключён вопреки церковному праву, и король Яков I удалил их с позором от двора.
Пара продолжала жить как муж и жена ещё несколько месяцев до смерти Блаунта 3 апреля 1606 года. Пенелопа пережила его всего на один год и умерла 7 июля 1607 года. Все четверо внебрачных дети Пенелопы были признаны Чарльзом, но поскольку законнорожденных детей у них не было, титулы графа Девоншира и барона Маунтжоя были упразднены. Однако их сын Маунтжой Блаунт получил на службе у короля титул графа Ньюпорта.